# Segundo Gobierno Rueda
El Segundo Gobierno Rueda  (En galego: Segundo Goberno de Alfonso Rueda) es el gobierno de la comunidad autónoma de Galicia desde el 15 de abril de 2024, en el marco de la XII del Parlamento de Galicia.
Está liderado por el popular Alfonso Rueda y formado tras las elecciones autonómicas del 18 de febrero de 2024. Está compuesto por 12 consejerías.
Mayoría en el Parlamento, está formado únicamente por el Partido Popular.
Sucede al Primer Gobierno de Rueda, que asumió la gestión de la actualidad desde las elecciones autonómicas.

## Historia
Este gobierno está liderado por el conservador saliente Presidente de la Junta de Galicia Alfonso Rueda. Está formado y apoyado por el Partido Popular de Galicia (PPdeG). Cuenta con 40 diputados de 75, o el 53,3% de los escaños del Parlamento.
Se constituye a raíz de las elecciones parlamentarias del 18 de febrero de 2024.

### Formación
Tras una reunión extraordinaria del Consejo Rector, Alfonso Rueda indica el 21 de diciembre de 2023 que tiene intención de disolver el Parlamento y organizar elecciones anticipadas el 18 de febrero de 2024. La votación parlamentaria supone una clara victoria para el Partido Popular, que conserva su mayoría absoluta y elige 40 diputados de 75, dos mandatos menos que en la legislatura saliente.
El 2 de abril de 2024, el Presidente del Parlamento Miguel Ángel Santalices Vieira indica su intención de proponer formalmente a Alfonso Rueda como candidato a la candidatura de diputados. El presidente saliente ganó efectivamente la votación de investidura del Parlamento el 11 de abril de 2024 por 40 votos a favor, 34 votos en contra y 1 abstención, concediéndole únicamente la confianza el Partido Popular. Presta juramento dos días después.
La composición del nuevo gobierno se hace pública el 14 de abril de 2024. Ahora cuenta con 12 consejeros, ninguno de los cuales lleva el título de “vicepresidente”, en comparación con dos durante el primer mandato de Rueda. El número de departamentos aumenta de 11 a 12 con la creación del Departamento de Cultura, Lengua y Juventud, que reúne competencias anteriormente divididas entre el Departamento de Educación y el Departamento de Política Social. Integra cuatro nuevos miembros, entre ellos dos alcaldes.

## Composición
|                                                           |                                                           |                                                    |                                                                  |  |
| Segundo Gobierno de Alfonso Rueda                         |                                                           |                                                    |                                                                  |  |
| desde el 15 de abril de 2024                              |                                                           |                                                    |                                                                  |  |
|                                                           | Partido Popular de Galicia                                |                                                    |                                                                  |  |
|                                                           | Independiente                                             |                                                    |                                                                  |  |
| Presidente                                                | Presidente                                                |                                                    | Alfonso Rueda Valenzuela desde el 15 de abril de 2024            |  |
| Presidencia, Justicia y Deportes                          | Presidencia, Justicia y Deportes                          |                                                    | Diego Calvo Pouso desde el 15 de abril de 2024                   |  |
| Medioambiente y Cambio Climático                          | Medioambiente y Cambio Climático                          |                                                    | María Ángeles Vázquez Mejuto desde el 15 de abril de 2024        |  |
| Educación, Ciencia, Universidades y Formación Profesional | Educación, Ciencia, Universidades y Formación Profesional |                                                    | Román Rodríguez González desde el 15 de abril de 2024            |  |
| Política Social e Igualdad                                | Política Social e Igualdad                                |                                                    | Fabiola García Martínez desde el 15 de abril de 2024             |  |
| Economía e Industria                                      | Economía e Industria                                      |                                                    | María Jesús Lorenzana Somoza desde el 15 de abril de 2024        |  |
| Hacienda y Administración Pública                         | Hacienda y Administración Pública                         |                                                    | Miguel Corgos López-Prado desde el 15 de abril de 2024           |  |
| Vivienda y Planificación de Infraestructuras              | Vivienda y Planificación de Infraestructuras              |                                                    | María Martínez Allegue desde el 15 de abril de 2024              |  |
| Sanidad                                                   | Sanidad                                                   |                                                    | Antonio Gómez Caamaño desde el 15 de abril de 2024               |  |
| Cultura, Lengua y Juventud                                | Cultura, Lengua y Juventud                                |                                                    | José López Campos desde el 15 de abril de 2024                   |  |
| Empleo, Comercio y Emigración                             | Empleo, Comercio y Emigración                             |                                                    | José González Vázquez desde el 15 de abril de 2024               |  |
| Medio Rural                                               | Medio Rural                                               |                                                    | Mª José Gómez Rodríguez desde el 15 de abril de 2024             |  |
| Mar                                                       | Mar                                                       |                                                    | Alfonso Villares Bermúdez 15 de abril de 2024-4 de junio de 2025 |  |
| Mar                                                       | Mar                                                       | Marta Villaverde Acuña Desde el 4 de junio de 2025 |                                                                  |  |